# 浜江道
浜江道（ひんこう-どう）は中華民国北京政府により設置された吉林省の道。

## 沿革
1913年（民国2年）1月に西北路道として設置。観察使は浜江県に置かれ、下部に浜江、扶余、双城、賓県、五常、楡樹、同賓、阿城の8県を管轄した。1914年（民国3年）5月、観察使は道尹と改められた。1929年（民国18年）2月に廃止されている。

## 行政区画
廃止直前の下部行政区画は下記の通り。（50音順）
- 阿城県
- 五常県
- 双城県
- 同賓県
- 賓県
- 浜江県
- 扶余県
- 楡樹県